# Cadre-45/2-Weltmeisterschaft 1930

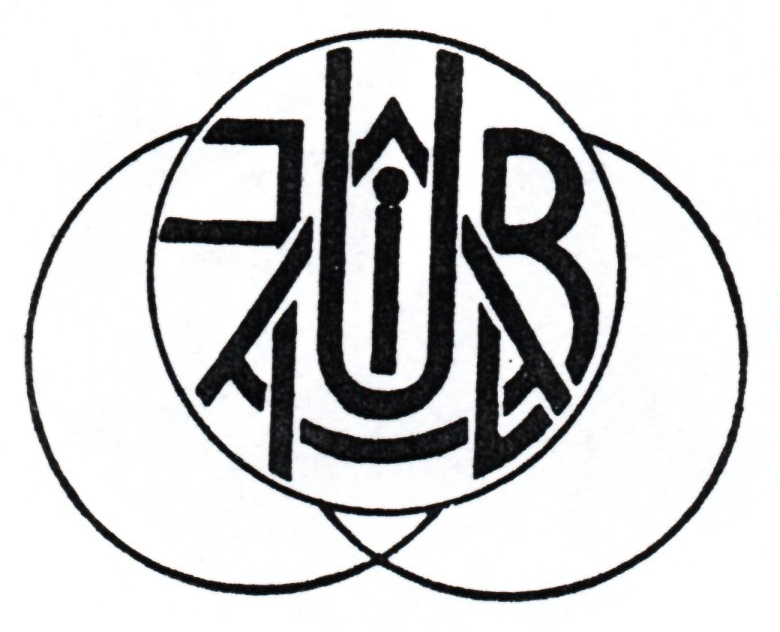
Logo UIFAB (ausrichtender Verband)

Die Cadre-45/2-Weltmeisterschaft 1930 war die 23. Weltmeisterschaft, die bis 1947 im Cadre 45/2 und ab 1948 im Cadre 47/2 ausgetragen wurde. Das Turnier fand vom 26. Mai bis zum 1. Juni 1930 in Antwerpen statt. Es war die vierte Billard-Weltmeisterschaft in Belgien.

## Geschichte
Die Weltmeisterschaft in Antwerpen war eine Weltmeisterschaft der Rekorde. Es wurden alle bisher bei Amateurweltmeisterschaften erzielten Rekorde verbessert. Gleich zwei neue Weltrekorde erzielte der Franzose Albert Corty. Den Generaldurchschnitt (GD) über ein Turnier verbesserte er auf 28,56. Die alte Höchstserie (HS), selber erzielt im Herausforderungsmatch 1925 gegen Jan Dommering mit 258 verbesserte er auf 260. Da die Serie im Qualifikationsmatch gegen den ausgeschiedenen Deutschen Ludwig Meyer erzielt wurde und die Partien der ausgeschiedenen Spieler nicht in die Hauptrunde übernommen wurden erscheint sie nicht in der Abschlusstabelle. Den alten Weltrekord im besten Einzeldurchschnitt (BED), gehalten von Théo Moons mit 57,14, verbesserte der Belgier Walter Baltus im Match gegen seinen Landsmann Gaston de Doncker auf 66,66. Das Zuschauerinteresse der Weltmeisterschaft, ausgetragen im neuen Billard Palace, war enorm. Zur Rettung der Atmosphäre wurde im vollen Saal Abends ein Rauchverbot verhängt. Zur damaligen Zeit sehr ungewöhnlich. Die sehr guten Leistungen wurden auch durch das gute Material (Billardtücher und Bälle) begünstigt.

## Turniermodus
Es wurden zwei Qualifikationsgruppen mit sechs und sieben Akteuren gespielt. Die besten vier jeder Gruppe spielten das Hauptturnier. Die Qualifikationsergebnisse der qualifizierten Spieler wurden ins Hauptturnier übernommen.
| MP    | Match Points (Sieger = 2; Unentschieden = 1; Verlierer = 0) |
| Pkte. | Erzielte Karambolagen                                       |
| Aufn. | Benötigte Versuche                                          |
| GD    | Generaldurchschnitt                                         |
| BED   | Bester Einzeldurchschnitt eines Spielers                    |
| HS    | Höchstserie                                                 |
|       | Bester GD des Turniers                                      |
|       | Bester ED des Turniers                                      |
|       | Beste HS des Turniers                                       |
|       | 1. Platz (Gold)                                             |
|       | 2. Platz (Silber)                                           |
|       | 3. Platz (Bronze)                                           |

| Platz                      | Name              | MP   | Pkte. | Aufn. | GD    | BED   | HS  |
| -------------------------- | ----------------- | ---- | ----- | ----- | ----- | ----- | --- |
| 1                          | Edmond Soussa     | 8:2  | 1981  | 71    | 27,90 | 33,33 | 131 |
| 2                          | Gustave van Belle | 6:4  | 1764  | 78    | 22,61 | 30,76 | 136 |
| 3                          | Jan Dommering     | 6:4  | 1624  | 94    | 17,27 | 25,00 | 138 |
| 4                          | Gaston de Doncker | 6:4  | 1557  | 103   | 14,97 | 23,52 | 86  |
| 5                          | René Gabriëls     | 4:4  | 1598  | 77    | 20,88 | 40,00 | 187 |
| 6                          | Rudolphe Agassiz  | 0:10 | 805   | 85    | 9,47  | –     | 63  |
| Gruppendurchschnitt: 18,40 |                   |      |       |       |       |       |     |

| Platz                      | Name                | MP   | Pkte. | Aufn. | GD    | BED   | HS  |
| -------------------------- | ------------------- | ---- | ----- | ----- | ----- | ----- | --- |
| 1                          | Théo Moons          | 10:2 | 2240  | 76    | 29,59 | 57,14 | 247 |
| 2                          | Albert Corty        | 8:4  | 1909  | 93    | 20,52 | 40,00 | 260 |
| 3                          | Victor Luypaerts    | 8:4  | 2234  | 113   | 19,77 | 33,33 | 148 |
| 4                          | Walter Baltus       | 6:6  | 2027  | 99    | 20,47 | 30,76 | 151 |
| 5                          | Carl Foerster       | 4:8  | 2039  | 104   | 19,60 | 26,66 | 157 |
| 6                          | Ludwig Meyer        | 4:8  | 1878  | 113   | 16,61 | 16,66 | 103 |
| 7                          | Cornelius van Vliet | 2:10 | 1743  | 127   | 13,72 | 13,79 | 134 |
| Gruppendurchschnitt: 19,40 |                     |      |       |       |       |       |     |

Hier wurde im Round Robin System bis 400 Punkte gespielt. Bei MP-Gleichstand (außer bei Punktgleichstand beim Sieger) wird in folgender Reihenfolge gewertet:
1. MP = Matchpunkte
2. GD = Generaldurchschnitt
3. HS = Höchstserie

## Abschlusstabelle
| MP    | Match Points (Sieger = 2; Unentschieden = 1; Verlierer = 0) |
| Pkte. | Erzielte Karambolagen                                       |
| Aufn. | Benötigte Versuche                                          |
| GD    | Generaldurchschnitt                                         |
| BED   | Bester Einzeldurchschnitt eines Spielers                    |
| HS    | Höchstserie                                                 |
|       | Bester GD des Turniers                                      |
|       | Bester ED des Turniers                                      |
|       | Beste HS des Turniers                                       |
|       | 1. Platz (Gold)                                             |
|       | 2. Platz (Silber)                                           |
|       | 3. Platz (Bronze)                                           |

| Platz                      | Name              | MP   | Pkte. | Aufn. | GD    | BED   | HS  |
| -------------------------- | ----------------- | ---- | ----- | ----- | ----- | ----- | --- |
| 1                          | Victor Luypaerts  | 12:2 | 2662  | 120   | 22,18 | 33,33 | 148 |
| 2                          | Edmond Soussa     | 10:4 | 2582  | 92    | 28,06 | 40,00 | 145 |
| 3                          | Albert Corty      | 8:6  | 2257  | 79    | 28,56 | 40,00 | 190 |
| 4                          | Théo Moons        | 8:6  | 2307  | 89    | 25,92 | 57,17 | 247 |
| 5                          | Gustave van Belle | 6:8  | 2321  | 102   | 22,53 | 50,00 | 250 |
| 6                          | Gaston de Doncker | 6:8  | 2187  | 117   | 18,53 | 22,22 | 132 |
| 7                          | Jan Dommering     | 4:10 | 1992  | 110   | 18,29 | 25,00 | 138 |
| 8                          | Walter Baltus     | 2:12 | 2001  | 102   | 19,61 | 66,66 | 177 |
| Turnierdurchschnitt: 22,56 |                   |      |       |       |       |       |     |